# Angus Crichton

a Compétitions nationales et continentales officielles uniquement.

b Matchs officiels uniquement.
Angus Crichton, né le 5 février 1996 à Temora (Australie), est un joueur  australien de rugby à XIII au poste de deuxième ligne ou de troisième ligne dans les années 2010 et 2020.
Pratiquant le rugby à XV dans sa jeunesse avec succès dont il intègre l'équipe australienne scolaire, Angus Crichton opte finalement pour le rugby à XIII à ses 18 ans et signe pour les South Sydney Rabbitohs en National Rugby League. Il reste trois saisons au sein de club puis intègre en 2018 le grand club rival les Sydney Roosters. Il remporte dès sa première saison la NRL. Référence à son poste, il est nommé meilleur deuxième ligne de la NRL en 2024.
En sélection australienne, il devient le titulaire du poste de deuxième ligne lors de sa participation à la Coupe du monde 2022 qu'il remporte aux côtés de Liam Martin, et compte à ce jour huit sélections. Régulièrement appelé au State of Origin depuis 2018 du côté de la sélection de la Nouvelle-Galles du Sud, il remporte à quatre reprises la série en 2018, 2019, 2021 et 2024, la dernière en y étant nommé meilleur joueur de la série.

## Palmarès
- Collectif :
  - Vainqueur  de la Coupe du monde : 2022 (Australie).
  - Vainqueur du World Club Challenge : 2020 (Sydney Roosters).
  - Vainqueur du State of Origin : 2018, 2019, 2021 et 2024 (Nouvelle-Galles du Sud).
  - Vainqueur de la National Rugby League : 2019 (Sydney Roosters).

- Individuel : 
  - Élu meilleur deuxième ligne de la National Rugby League : 2024 (Sydney Roosters).
  - Élu meilleur joueur du State of Origin : 2024 (Nouvelle-Galles du Sud).

### Détails en club
| Saison | Saison          | Championnat | Championnat  | Championnat | Championnat | Championnat | Championnat | Championnat | State of Origin | State of Origin | State of Origin | State of Origin | State of Origin | State of Origin | State of Origin | Sélection | Sélection | Sélection | Sélection | Sélection | Sélection | Sélection |
| Saison | Saison          | Comp.       | Class.       | M           | Pts         | Ess.        | Buts        | Dp.         | Ed.             | Rés.            | M               | Pts             | Ess.            | Buts            | Dp.             | Compet.   | M         | Pts       | Ess.      | Buts      | Dp.       |           |
| ------ | --------------- | ----------- | ------------ | ----------- | ----------- | ----------- | ----------- | ----------- | --------------- | --------------- | --------------- | --------------- | --------------- | --------------- | --------------- | --------- | --------- | --------- | --------- | --------- | --------- | --------- |
| 2016   | South Sydney    | NRL         | 12e          | 8           | 4           | 1           | -           | -           |                 |                 |                 |                 |                 |                 |                 |           |           |           |           |           |           |           |
| 2017   | South Sydney    | NRL         | 12e          | 22          | 28          | 7           | -           | -           |                 |                 |                 |                 |                 |                 |                 |           |           |           |           |           |           |           |
| 2018   | South Sydney    | NRL         | finale prél. | 25          | 12          | 3           | -           | -           | 2018            | Vainqueur       | 3               | -               | -               | -               | -               |           |           |           |           |           |           |           |
| 2019   | Sydney Roosters | NRL         | Champion     | 26          | 8           | 2           | -           | -           | 2019            | Vainqueur       | 1               | -               | -               | -               | -               |           |           |           |           |           |           |           |
| 2020   | Sydney Roosters | NRL         | 2e tour      | 15          | 20          | 5           | -           | -           | 2020            | Perdant         | 3               | -               | -               | -               | -               |           |           |           |           |           |           |           |
| 2021   | Sydney Roosters | NRL         | 2e tour      | 20          | 36          | 9           | -           | -           | 2021            | Vainqueur       | 2               | 4               | 1               | -               | -               |           |           |           |           |           |           |           |
| 2022   | Sydney Roosters | NRL         | 1er tour     | 25          | 24          | 6           | -           | -           | 2022            | Perdant         | 2               | -               | -               | -               | -               | CM        | 5         | 8         | 2         | -         | -         |           |
| 2023   | Sydney Roosters | NRL         | 2e tour      | 13          | 4           | 1           | -           | -           | 2023            | Perdant         | 3               | -               | -               | -               | -               |           |           |           |           |           |           |           |
| 2024   | Sydney Roosters | NRL         | finale prél. | 23          | 44          | 11          | -           | -           | 2024            | Vainqueur       | 3               | -               | -               | -               | -               |           | 3         | -         | -         | -         | -         |           |
| 2025   | Sydney Roosters | NRL         |              | 4           | -           | -           | -           | -           |                 |                 |                 |                 |                 |                 |                 |           |           |           |           |           |           |           |